# 瑪吉瓦利 (北卡羅萊納州)
瑪吉瓦利（英語：Maggie Valley）是一個位於美國北卡羅萊納州海伍德縣的城鎮。

## 人口
根據2020年美國人口普查的數據，瑪吉瓦利的面積為8.78平方千米，皆為陸地。當地共有人口1687人，而人口密度為每平方千米192人。